# 岸田晶人
岸田 晶人（きしだ あきと、1965年1月28日 - ）は、東京都出身、千葉県在住のイラストレーター、デザイナー。非営利団体のシンボルマークやロゴのデザイン、ホームページのTOPイラスト、似顔絵描き、その他イメージイラストなどを中心に活動を行っている。

## 経歴・人物
中央大学商学部卒業後、一般企業へ就職。本業の傍ら、趣味でイラストやデザインを手掛けWEB上で公開していたところ日本ボブスレー・リュージュ連盟のボブスレー日本代表監督・石井和男と出会い、ボブスレー日本代表のソリのステッカーデザインを依頼されたことから、2006年トリノオリンピックのボブスレー日本代表のソリのステッカーデザインを手がけた。続く2010年バンクーバーオリンピックにおいてもボブスレー日本代表男子のソリのステッカーデザインを担当した。イラストは人物画と車のイラストを得意とする。
- トリノオリンピック男子のソリは歌舞伎の隈取をモチーフに、女子のソリは桜の花びらをモチーフにデザイン。
- バンクーバーオリンピックでは男子のソリのみをデザインし、日本刀と零戦をイメージしたデザインで武田信玄の軍旗として有名な風林火山から｢疾如風｣の文字を引用、日の丸と合わせて車体にあしらった。

一方で、アルファロメオ・156後期型車種のオーナーズクラブ｢十字矢伊吾郎商会｣代表として活動している。

## 主な作品
- 2006年 - トリノオリンピックボブスレー日本代表のソリのステッカーデザイン
- 2010年 - バンクーバーオリンピックボブスレー日本代表男子のソリのステッカーデザイン